# Edmond About

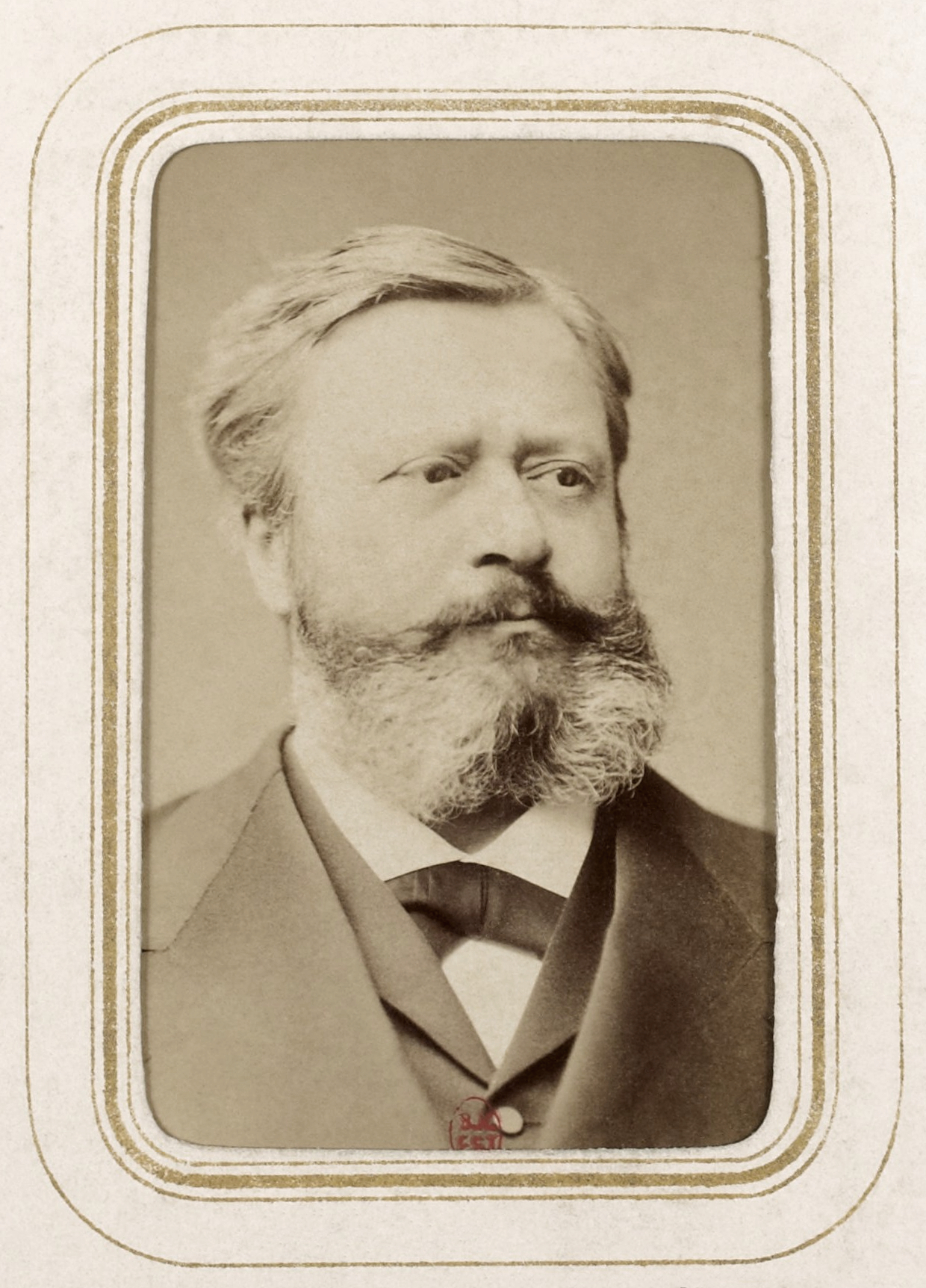
Edmond About, ca.1880

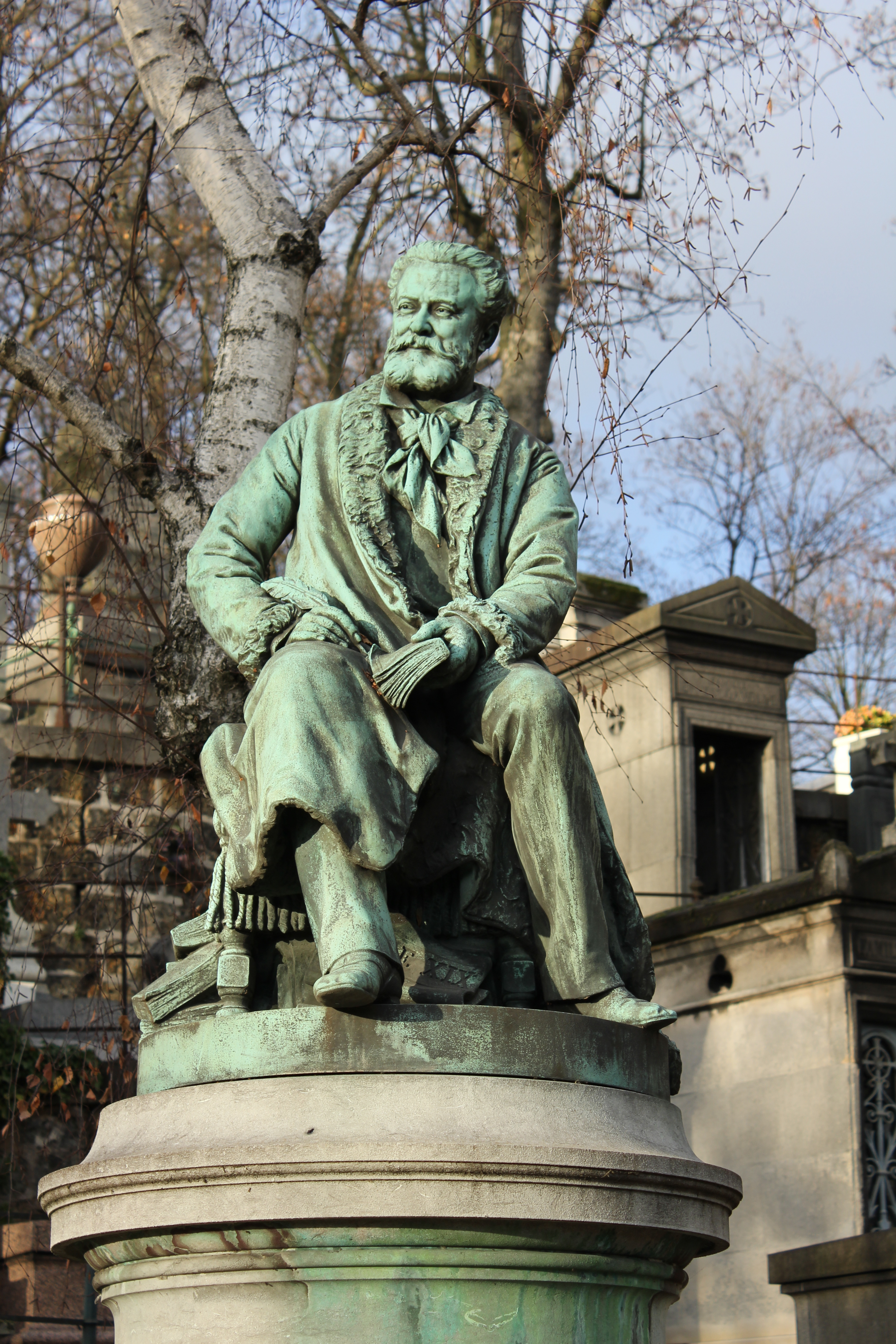
Graftombe van Edmond About op Père-Lachaise, met beeld door Gustave Crauk

Edmond About (Dieuze, 14 februari 1828 - Parijs, 16 januari 1885) was een Frans schrijver. Hij was een journalist met een voorliefde voor Parijs.
Zijn eerste roman Tolla (1855), gaf aanleiding tot heftige polemieken.
About werd opgenomen in de Académie Française in 1884, maar overleed voordat hij zijn officiële intrede kon maken.

## Werken
- 1855 : Tolla"
- 1855 : La Grèce contemporaine
- 1856 : Mariages de Paris
- 1857 : Le Roi des montagnes(geestige satire op het moderne Griekenland)
- 1861 : Le progrès (studie over sociale hervorming)
- 1862 : L'homme à l'oreille cassée
- 1862 : Le Nez d'un notaire (fantasierijke roman)
- 1863 : Madelon
- 1867 : L'Infâme
- 1868 : Les Mariages de province
- 1869 : Le Fellah
- 1880 : Le Roman d'un brave homme
- 1884 : De Pontoise à Stamboul.

- Bibsys: 90735698
- Biblioteca Nacional de España: XX1171335
- Bibliothèque nationale de France: cb118880039 (data)
- Catàleg d'autoritats de noms i títols de Catalunya: 981058523642306706
- CiNii: DA03298077
- Gemeinsame Normdatei: 118643606
- International Standard Name Identifier: 0000 0001 2100 5116
- Library of Congress Control Number: n82001240
- Nationale Bibliotheek van Letland: 000336651
- Base Léonore: LH//4/1
- Bibliotheek van het Japanse parlement: 00430896
- Nationale Bibliotheek van Tsjechië: jn19990000012
- Nationale bibliotheek van Australië: 35477814
- Nationale Bibliotheek van Israël: 987007257199505171
- Nationale Bibliotheek van Polen: a0000003058854
- Nationale en Universitaire bibliotheek Zagreb: 000083291
- Nederlandse Thesaurus van Auteursnamen: 068374305
- Réseau des bibliothèques de Suisse occidentale: 02-A000002794
- RKD-Nederlands Instituut voor Kunstgeschiedenis: 445890
- Istituto Centrale per il Catalogo Unico: RAVV035071
- LIBRIS: 262858
- SNAC: w64b3czr
- Système universitaire de documentation: 026676575
- Trove: 967270
- Union List of Artist Names: 500313001
- Virtual International Authority File: 34452092
- WorldCat: E39PBJgxmvHGFr66q66gBJwV4q